# Óbarok, Fejér
Óbarok  este un sat în districtul Bicske, județul Fejér, Ungaria, având o populație de 775 de locuitori (2011). 

## Demografie
Componența etnică a satului Óbarok
     Maghiari (93,24%)
     Germani (4,51%)
     Romi (2,25%)
Componența confesională a satului Óbarok
     Romano-catolici (31,23%)
     Fără religie (27,35%)
     Reformați (9,29%)
     Luterani (1,29%)
     Atei (1,29%)
     Necunoscută (28,77%)
     Greco-catolici (0,77%)
     Alte religii (3,35%)
Conform recensământului din 2011, satul Óbarok avea 775 de locuitori. Din punct de vedere etnic, majoritatea locuitorilor (93,24%) erau maghiari, existând și minorități de germani (4,51%) și romi (2,25%). Nu există o religie majoritară, locuitorii fiind romano-catolici (31,23%), persoane fără religie (27,35%), reformați (9,29%), luterani (1,29%) și atei (1,29%). Pentru 28,77% din locuitori nu este cunoscută apartenența confesională.